# Адміністративний поділ Гвінеї
В адміністративно-територіальному відношенні Гвінея розділена на такі рівні:
1. 8 адміністративних регіонів (фр. régions), столиця Конакрі утворює спеціальну зону (фр. zone spéciale), прирівняну до регіону.
2. 33 префектури (фр. préfectures).
3. 38 міських комун (фр. communes urbaines) і 303 сільські громади (фр. communautés rurales, sous-préfectures).

## Регіони

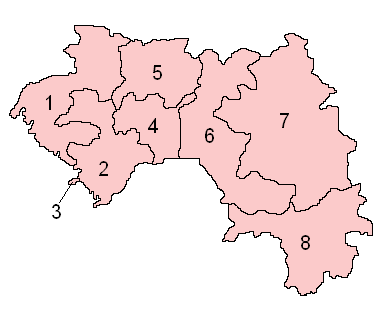
Регіони Гвінеї

| № | Назва регіону | Французькою | Адміністративний центр | Площа (км²) | Населення (2009) (осіб) | Населення (2014) (осіб) |
| - | ------------- | ----------- | ---------------------- | ----------- | ----------------------- | ----------------------- |
| 1 | Боке          | Boké        | Боке                   | 31 186      | 1,036,700               | 1,559,185               |
| 2 | Кіндіа        | Kindia      | Кіндіа                 | 28 873      | 1,432,900               | 1,660,973               |
| 3 | Конакрі       | Conakry     | Конакрі                | 450         | 1,548,500               | 1,660,973               |
| 4 | Маму          | Mamou       | Маму                   | 17 074      | 797,800                 | 995,717                 |
| 5 | Лабе          | Labé        | Лабе                   | 22 869      | 919,700                 | 1,081,445               |
| 6 | Фарана        | Faranah     | Фарана                 | 35 581      | 777,700                 | 942,733                 |
| 7 | Канкан        | Kankan      | Канкан                 | 72 156      | 1,467,000               | 1,972,357               |
| 8 | Нзерекоре     | Nzérékoré   | Нзерекоре              | 37 668      | 2,237,500               | 1,663,582               |
|   | Всього        |             |                        | 245 857     | 10 217 800              | 11,628,972              |